# Holmskjoldija
Holmskjoldija (ime vrste je kineski šešir, mandarinski šešir; Holmskioldia), monotipski biljni rod iz porodice usnača, dio potporodice Scutellarioideae. Rasprostranjen je od Indijskog potkontinenta do Mjanmara. Uvezena je po mnogim državama. 

## Opis
Jedina vrsta je drvenasta zimzelena grmovita penjačica H. sanguinea. Listovi su jajoliki do eliptično-jajoliki s nazubljenim rubom. List je dlakav do gol. Cvjetovi su upadljivi, imaju grimizne latice i narančasto-crvene čaške, čaška je uvećana i tvori široki 'šešir' poput kišobrana. Cvjetovi su trubasti, vjenčić je povijen, širi se prema van i oblikuje 5 nejednakih režnjeva. Cvjetovi se nalaze na aksilarnim cimesima. Epitet vrste 'sanguinea' znači krv, odnosi se na boju cvjetova.

## Sinonimi
- Hastingia J.Koenig ex Sm.; Exot. Bot. 2: 41. t. 80 (1806)
- Platunum A.Juss.; Ann. Mus. Par. 7: 76 (1806)
- Hastingia coccinea Sm.; Exot. Bot. 2: 41. t. 80 (1806)
- Hastingia scandens Roxb.; Fl. Ind. [Roxburgh] 3: 66 (1832)
- Holmskioldia rubra Pers.; Syn. Pl. 2: 144 (1806)
- Holmskioldia sanguinea f. aurantiaca Yin Yin Kyi & DeFilipps; Contr. U. S. Natl. Herb. 45: 483 (2003)
- Holmskioldia sanguinea f. citrina Moldenke; Phytologia 8: 58 (1961)
- Holmskioldia sanguinea var. flavescens Roth; Nov. Pl. Sp.: 300 (1821)
- Holmskioldia scandens Sweet; Hort. Brit.: 323 (1826), nomen
- Platunum rubrum A.Juss.; Ann. Mus. Par. 7: 76 (1806)

- H. sanguinea, Botanički vrt Nacionalnog muzeja prirodnih znanosti, Taichung, Tajvan.
- H. sanguinea.
- H. sanguinea.
- H. sanguinea.